# Корнин (село)
Ко́рнин — село в Україні, у Рівненському районі Рівненської області. Розташоване на річці Устя, за 8 кілометрів від районного (та обласного) центру, на південному заході Рівненського району. Корнин — центр громади, якому підпорядковані села: Корнин, Колоденка, Порозове , Тайкури та Загороща.

## Символіка
Затверджена 16 жовтня 2019р. рiшенням №368 сесії сільської ради.

### Герб
У золотому полі зелений пагорб, з нього виростає зелений паросток дуба з зеленим листям і золотим корінням (герб є промовистим). У червоній главі срібний розширений хрест.

### Прапор
Квадратне полотнище складається з двох рівновеликих горизонтальних смуг зеленого та жовтого кольорів. Від держака до середини відходить червоний трикутник, на якому білий розширений хрест.

## Історія

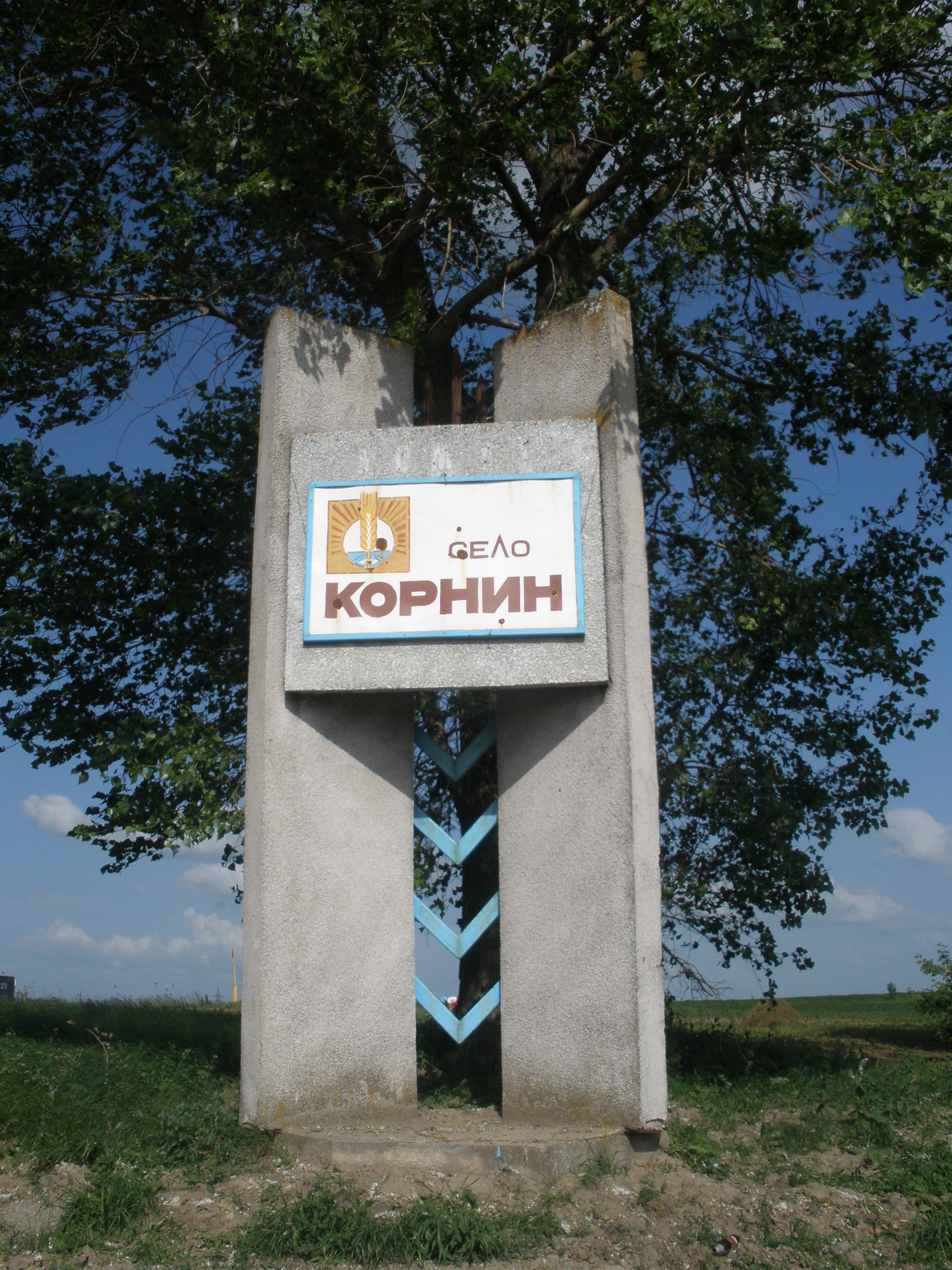
Знак при в'їзді.

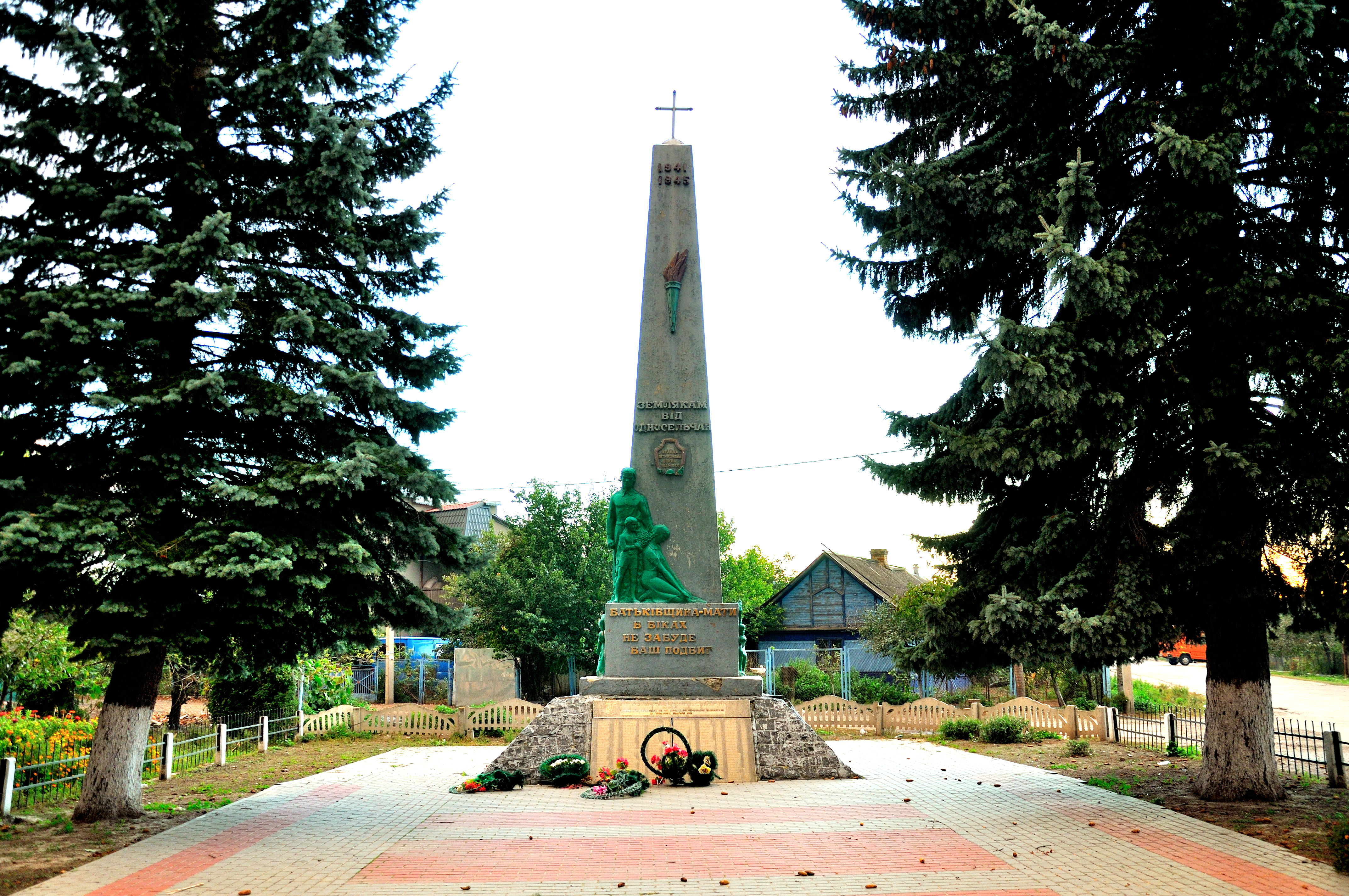
Пам'ятник воїнам- односельчанам і жертвам УБН, с. Корнин,.jpg

Уперше Корнин згадується в акті 1470 року, де сказано, що Ванько Скердеєвич продає свій маєток «на имя Корнино». Вісім років опісля Ванько Чжусич ділить з братаничем Олехном дідизну й серед іншого «Корнино».
Опис Луцького замку 1545 року повідомляє про «городню Миколи Радзивила с имения его Корнина». Майновий реєстр 1583 року серед інших дає опис «Личных владений корнинських крестьян». Акт 1606 року веде мову про «корнинського подданого» на прізвище Струк, який за звільнення від кари вчиненого злочину дає хабар 30 копійок литовських грошей панові Кчешківському. Також в описі згадується городня пана Миколая Радзивіла, земського маршала, у маєтку його «Кекорнино».
В 1606 році назва фігурує в акті про страчення Павла Ложковського.
Картографічні матеріали 1618—1777 р.р. називають село Корнино і лише зрідка — Коркин, зарисовуючи незначні культивовані масиви, гаї, луги, озера, ставки, надрічкові болота. За даними 1889 року «село Корнин при р. Устье» в кінці XIX ст. мало 90 домів, чехів-латинян — 701.
Народні оповіді свідчать різне. Одні, що Корнин з колишнього Некорнин, бо заснував його знатний мисливець Некорний, якого прозвали так за непокору до всевладних, інші, що Корнин від корняти - «колоти», бо тут, мовляв, при лісовому наддоріжжі розбишаки «корнили» людей. Дехто навіть вважав, що Корнин походить від слова «корний» — покірний.
У 1918-1921 роках у селі кілька разів змінювалась влада.
За нацистської окупації в Корнині діяла група підпільників.
На фронтах Німецько-радянської війни з ворогом билися 58 чоловік, 17 з яких загинули. Споруджено пам'ятник-обеліск односельцям, полеглим на фронтах війни.
З 1950 року діяв колгосп «Перемога».

## Населення

### Мова
Розподіл населення за рідною мовою за даними перепису 2001 року:
| Мова            | Кількість | Відсоток |
| --------------- | --------- | -------- |
| українська      | 2300      | 97.34%   |
| російська       | 55        | 2.32%    |
| білоруська      | 3         | 0.13%    |
| словацька       | 1         | 0.04%    |
| румунська       | 1         | 0.04%    |
| інші/не вказали | 3         | 0.13%    |
| Усього          | 2363      | 100%     |

## Архітектурні пам'ятки

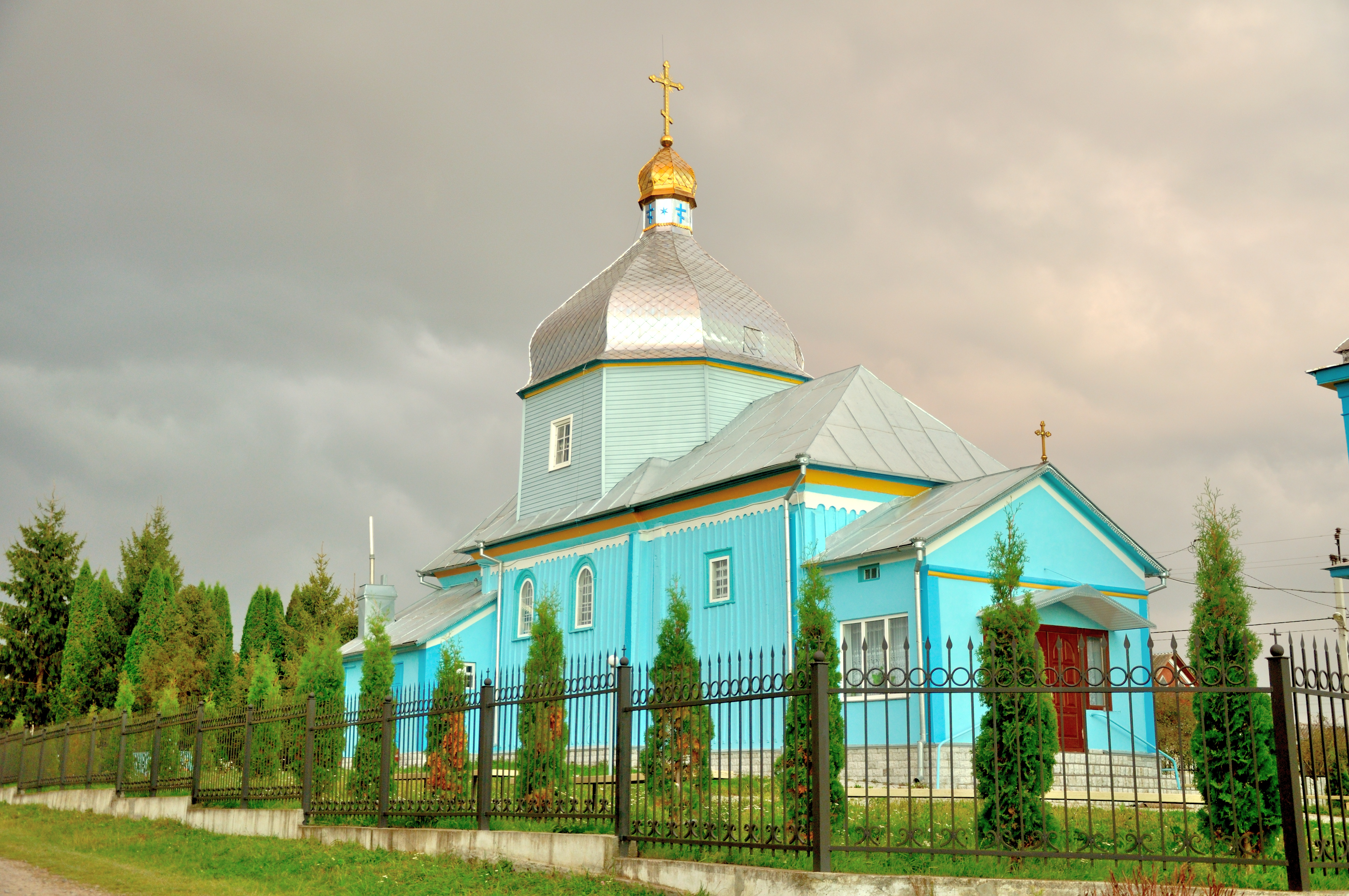
Миколаївська церква (дер.), с. Корнин,.jpg

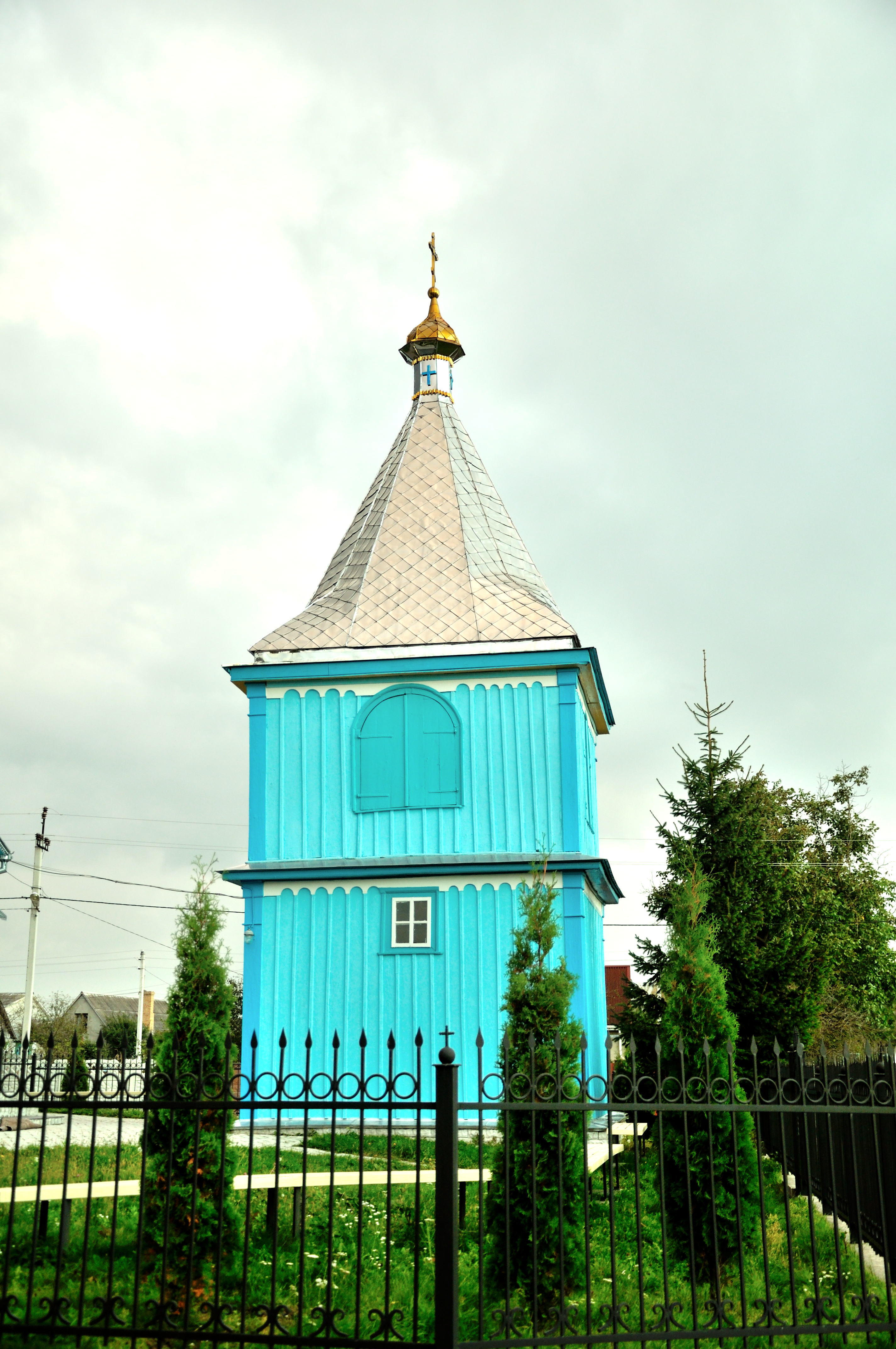
Дзвіниця Миколаївської церкви (дер.), с. Корнин,.jpg

Пам'яткою архітектури села Корнин є Свято-Миколаївська церква, |дзвіниця та церква Святого Миколая, яку збудували на наприкінці XVII століття. Будівля створена зі звичайного дерева на кам'яному фундаменті, але унікальна тим, що в ній присутні різноманітні архітектурні елементи. Це так званий національний стиль.

## Бібліотека

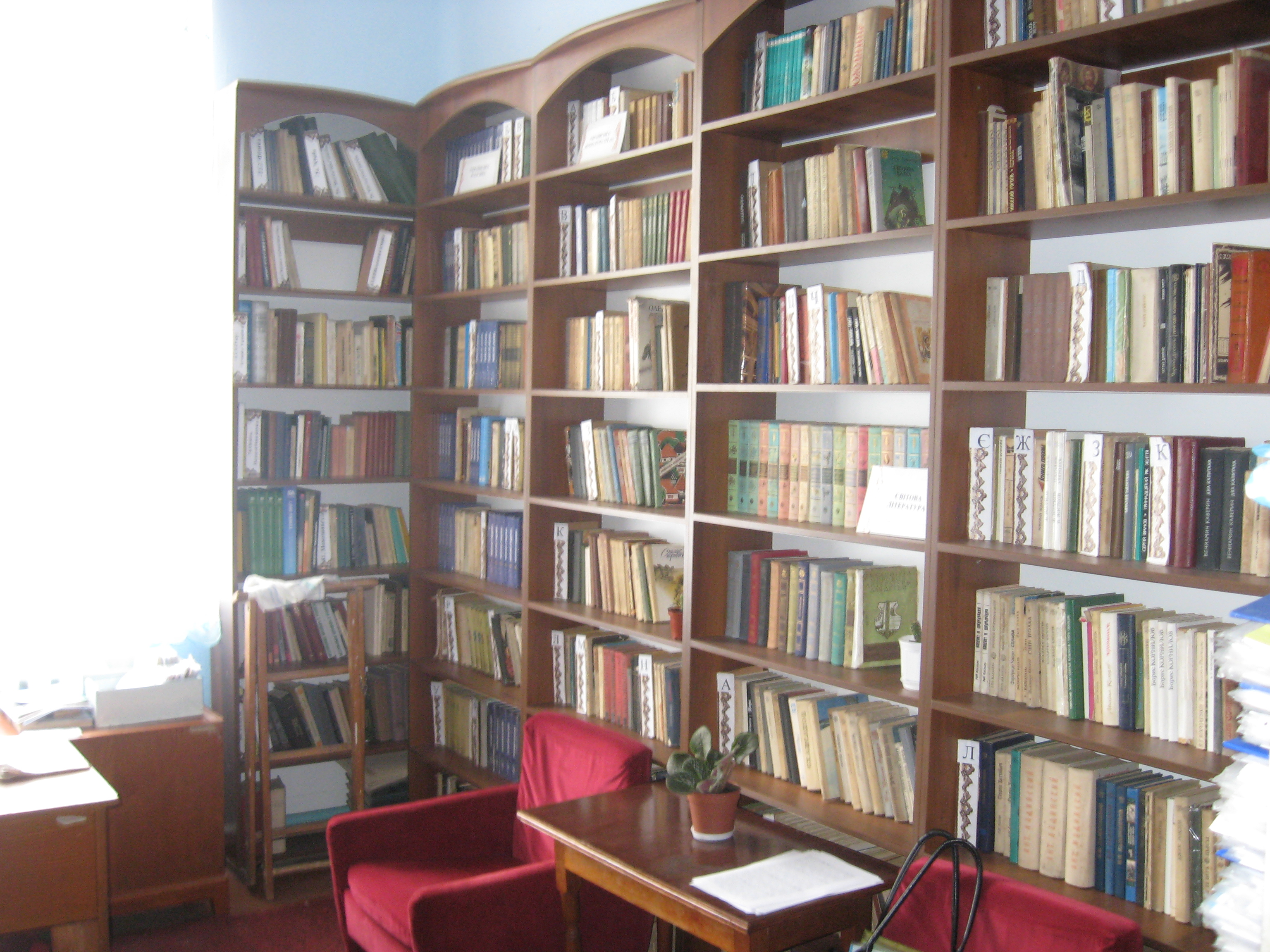
Корнинська ПШБ.

Публічно-шкільна бібліотека села Корнин обслуговує 510 користувачів, книжковий фонд бібліотеки 10 370 примірників книг та підручників. Розташована бібліотека в двох приміщеннях — в приміщенні Будинку культури знаходиться сільський відділ, у приміщенні школи — шкільний відділ.

## Постаті
- Свіржевський Роман Петрович (1994—2016) — учасник російсько-української війни[3].
- Бойко Володимир Павлович — старший матрос 73МЦСО.